# 于静遠
于 静遠（う せいえん）は、中華民国、満州国の政治家・軍人。
北京政府、奉天派に属し、後に満州国に参加した。
字は任樸。父は于冲漢。

## 事績
スイス陸軍士官学校を卒業。帰国後は奉天派に属し、省立東北大学教授、東三省特別区警察第三総署処長、東三省鉄路護路軍総司令部参謀、東北船政局顧問、東三省特別行政区行政長官公署参議を歴任した。
1931年（民国20年）の満州事変（九・一八事変）勃発後に、于静遠は奉天自治指導部顧問兼自治訓練処処長に就任した。満州国が建国された1932年（大同元年）3月からまもなく、阮振鐸や満州青年連盟の山口重次・小澤開作とともに満州協和党（後の満州国協和会）を結成した。同年夏、満州協和党が改組され、満州国協和会が成立すると、于は同会総務処長となっている。1933年12月、駐日公使館参事官に就任した。1937年（康徳4年）3月3日、満州協和会中央本部長に任ぜられている。
1937年（康徳4年）7月、国務院臨時訂立条約準備委員会委員に任命される。翌1938年（康徳5年）2月10日、新京特別市市長に就任した。8月、国務院企画委員会一般委員となる。1940年（康徳7年）5月16日、産業部大臣に就任した。同年6月1日、産業部が興農部に改組され、そのまま興農大臣に留まっている。1942年（康徳9年）9月28日、民生部大臣となった。1944年（康徳11年）12月17日、経済部大臣に異動している。
満州国滅亡後、于静遠はソ連に逮捕、連行される。シベリアで拘束された後、中華人民共和国に引き渡され、撫順戦犯管理所に収監された。1966年、特赦を受けて釈放された。1969年11月12日、死去。享年72
。

## 注
1. 1 2 3 4 5  徐主編（2007）、32頁。
2. ↑  山室（2004）、199頁。
3. ↑  「于静遠氏駐日参事官に」『東京朝日新聞』昭和8年（1933年）12月3日
4. ↑  「于氏協和会部長に」『東京朝日新聞』昭和12年（1937年）3月4日
5. ↑  「満州国人事異動」『東京朝日新聞』昭和13年（1938年）2月11日夕刊
6. ↑  「満州国首脳異動 経済大臣ら十九氏更迭」『大阪毎日新聞』昭和15年（1940年）5月17日。
7. ↑  「満州国異動」『東京朝日新聞』昭和15年（1940年）6月1日。
8. ↑  「共栄圏の重責完遂へ 満州国大臣全面更迭」『朝日新聞』昭和17年（1942年）9月29日。
9. ↑  「満州国大臣級異動」『朝日新聞』昭和19年（1944年）12月17日。
10. ↑  王ほか主編（1995）。